# Дикунов Максим Іванович
Максим Іванович Дикунов (рос. Макси́м Ива́нович Дикуно́в; нар. 5 березня 1973, Воронеж) — російський скульптор, котрий працює в техніці фігуративного мистецтва, з характерним для цього напряму гротеском.

## Біографія
Максим народився в 1973 році у родині відомих воронезьких скульпторів Івана Дикунова та Ельзи Пак.
З 1980 по 1990 рік навчався в школі № 58 міста Воронежа, нині — гімназія ім. М. Г. Басова, а з 1989 по 1992 рік — у Воронезькому художньому училищі.
У 1992 році вступив, а в 1998-му закінчив Московський державний академічний художній інститут імені В.І. Сурикова, де навчався в майстерні професора М. В. Переяславця. Після закінчення інституту працював у скульптора Л. М. Баранова. З 1998 по 2002 рік — художник в Будинку культури «Рубльово».
З 2003 року розпочав викладацьку діяльність у Воронезькому державному педагогічному університеті на кафедрі образотворчого мистецтва.
На даний час проживає і працює у Воронежі.

## Творчість
Улюбленим напрямом у творчості Максима Дикунова є фігуративізм, яскравим представником якого можна також назвати знаменитого колумбійського скульптора Фернандо Ботеро.
Найвідомішими роботами М. Дикунова є пам'ятники В. Висоцькому, С. Маршаку, Д. Веневітинову, фігури ангелів до пам'ятника Святителя Митрофана Воронезького у Благовіщенському кафедральному соборі, скульптура коня «Яриж».

### Критика
Гіперболічні прийоми, характерні для фігуративного стилю М. Дикунова, часто стають предметом критики серед шанувальників класичного напряму в образотворчому мистецтві.

## Галерея

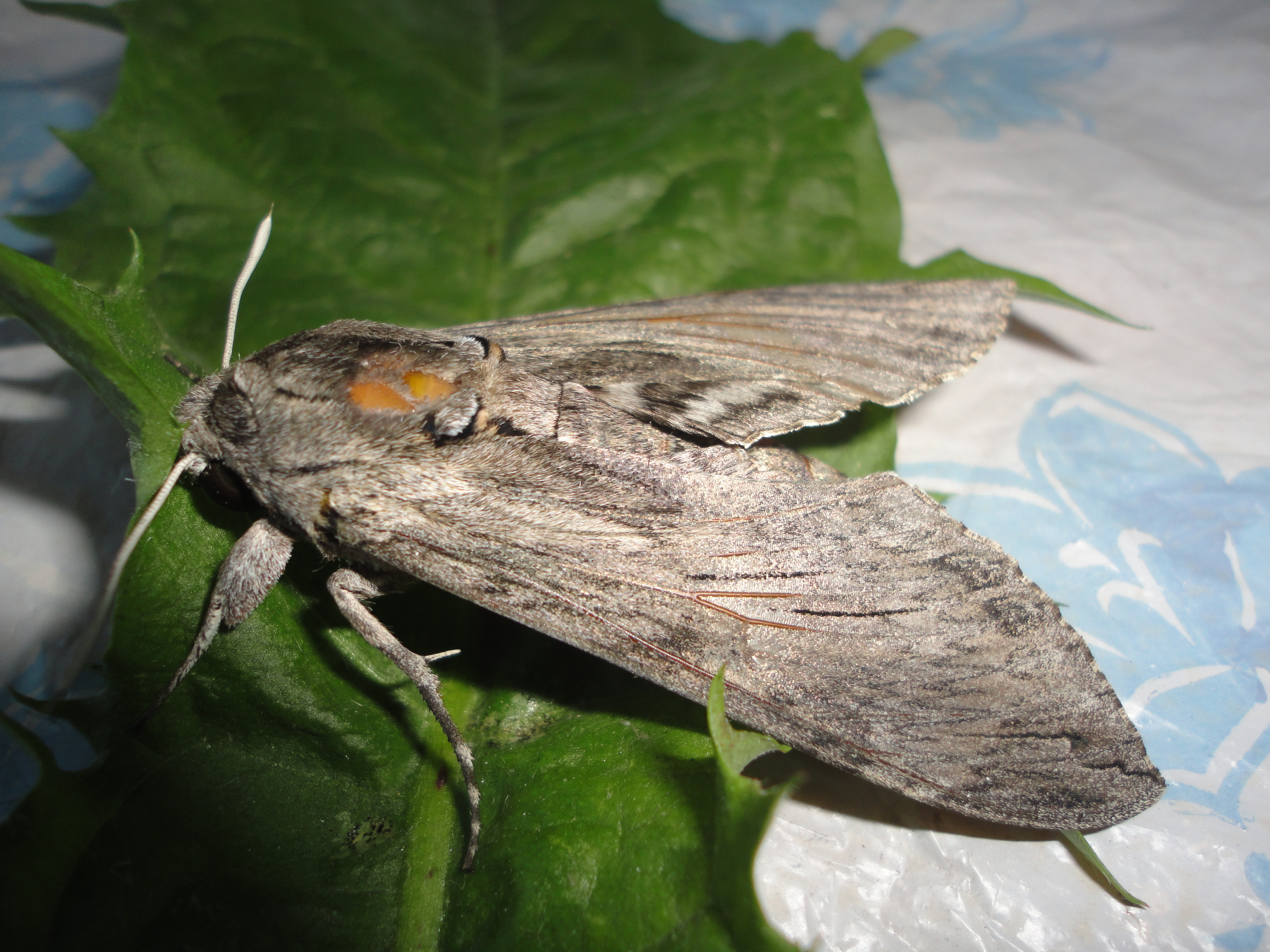
Нічний метелик
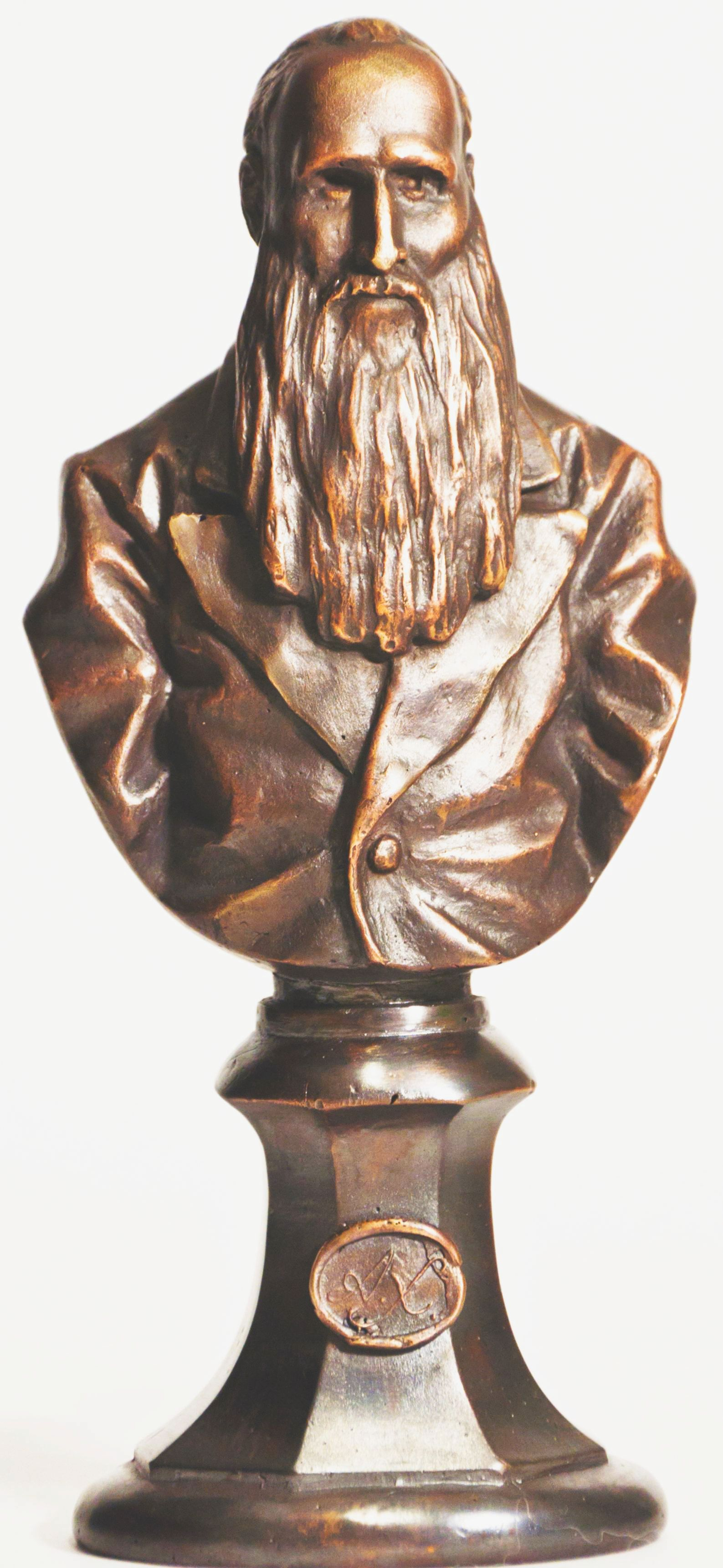
Статуетка О. Хованського